# 重慶飯店
株式会社重慶飯店（じゅうけいはんてん、JUKEI-HANTEN Co.,Ltd）は横浜中華街など国内で9店舗（売店専門店含む）を展開している中華四川料理レストランや、中華菓子などの製造・販売、直営売店を経営している企業である。

## 概要
重慶飯店は世界のチャイナタウンの中でも大きな規模と賑わいを見せている横浜中華街において、四川料理の老舗として1960年開業。1969年には別館をオープン。中華街で初めて本格的婚礼会場として又各種宴会場として営業をする。その後新館やおみやげセンターなどを展開し、1990年に飲茶の専門店「重慶茶樓」をオープン。香港の飲茶職人を招き入れ、手作りや飲茶の店として評判を呈す。現在横浜中華街に3店舗、飲茶専門店1店舗、名古屋店、岡山店と全国展開している。

## 沿革
1960年（昭和35年）
- 5月 - 中華料理材料を主とした食料品の輸入業を開始。
- 10月 - 横浜市中区山下町164番地に中華四川料理店 重慶飯店本館開業。
- 12月 - 親会社である龍門商事株式会社を設立。（資本金 200万円）

1969年（昭和44年）
- 11月 - 横浜市中区山下町142番地に重慶飯店別館を開店。

1971年（昭和46年）
- 4月 - 横浜市中区山下町185番地に第一お土産センターを開店、横浜市中区山下町220番地に中華菓子製造工場を開業。

1973年（昭和48年）
- 9月 - 横浜市中区山下町77番地に重慶飯店新館を開店。

1976年（昭和51年）
- 12月 - 横浜市中区山下町147番地中華大通りに第二お土産センターを開店。

1977年（昭和52年）
- 9月 - 横浜市中区山下町185番地に自社ビル竣工。龍門商事株式会社総管理事務所を新設。

1988年（昭和63年）
- 12月 - 横浜市都筑区に重慶食品工場を建設し、同市山下町220番地の中華菓子、点心類の食品工場を統合。

1989年（平成元年）
- 3月 - 横浜博覧会に協賛し、開港記念村に重慶飯店出店。

1990年（平成2年）
- 2月 - 横浜市中区山下町185番地に飲茶点「重慶茶樓」を開店。

1991年（平成3年）
- 3月 - 名古屋市中区栄3丁目松坂屋名古屋店南館10階に「重慶飯店 名古屋店」を開店。
- 8月 - 龍門商事株式会社から飲食店部門（重慶飯店及び重慶茶楼）を分離し、子会社の重慶飯店工業株式会社を株式会社重慶飯店に社名変更。

1992年（平成4年）
- 4月 - 株式会社重慶飯店運営開始。

1993年（平成5年）
- 4月 - 横浜市中区山下町164番地に「重慶飯店本館売店」を開店。

1995年（平成7年）
- 7月 - 岡山市駅元町 ホテルグランヴィア岡山2階に「重慶飯店岡山店」を開店。

2004年（平成16年）
- 4月 - お土産センター2店舗を龍門商事株式会社より移管し営業開始。

2007年（平成19年）
- 10月 - 東京都港区西麻布 西麻布ヒルズ1階に「重慶飯店 麻布賓館」開店。

2012年（平成24年）
- 9月 - 横浜市金沢区幸浦に新食品工場を落成。

2018年（平成30年）
- 10月 - 横浜市中区の「重慶飯店 本館」をリニューアル。

2020年（令和2年）
- 6月 - 横浜市西区のCIAL横浜に「重慶飯店GIFT& DELI」を開店。

## 店舗・工場

### レストラン
- 重慶飯店本館（神奈川県横浜市中区）
- 重慶飯店別館（神奈川県横浜市中区）
- 重慶飯店新館（神奈川県横浜市中区）
- 重慶茶楼本店（神奈川県横浜市中区）
- 重慶飯店名古屋店（愛知県名古屋市中区）
- 重慶飯店岡山店（岡山県岡山市北区）
- 重慶飯店麻布賓館（東京都港区）

### 売店
- 重慶飯店第一売店（神奈川県横浜市中区）
- 重慶飯店第二売店（神奈川県横浜市中区）
- 重慶飯店本館売店（神奈川県横浜市中区）
- 重慶飯店新館売店（神奈川県横浜市中区）
- 重慶飯店 GIFT & DELI CIAL横浜店（横浜市西区）

### 工場
- 重慶飯店食品工場（神奈川県横浜市金沢区）

## 関連会社
- 龍門商事株式会社（親会社）
- 株式会社ローズホテルズ・インターナショナル（姉妹会社）